# Adolphe Candé
Étienne Louis Charles Adolphe Candé (10è districte de París, 1 de juliol de 1858 – Épinay-sur-Seine, Seine-Saint-Denis, 22 de setembre de 1931) va ser un actor francès. (de vegades acreditat Cande).

## Biografia
Adolphe Candé va començar la seva carrera d'actor al teatre cap al 1880 i va tocar sovint a París (sobretot al Théâtre de l'Odéon i al Teatre de Vaudeville). Entre les obres de teatre que va representar a la seva ciutat natal, esmentem El mercader de Venècia de William Shakespeare (1889) i Madame Sans-Gêne de Victorien Sardou i Émile Moreau (creat el 1893) — ambdues amb Réjane —, Entraîneuse de Charles Esquier (1913, amb Victor Francen) i ' 'Deburau de Sacha Guitry (1918, amb l'autor al paper protagonista) .
Al cinema, va estar en actiu exclusivament durant el cinema mut, contribuint a dinou pel·lícules franceses, les dues primeres estrenades el 1911, l'última va ser Au Bonheur des Dames de Julien Duvivier (1930, amb Dita Parlo).
Mentrestant, citem Les Trois Mousquetaires d'André Calmettes i Henri Pouctal (1912, amb Émile Dehelly interprrtant D'Artagnan, ell mateix interpretant Porthos), Le Gamin de Paris de Louis Feuillade (1923, amb Sandra Milowanoff) i Veille d'armes de Jacques de Baroncelli (1925, amb Maurice Schutz).
També va fer quatre pel·lícules mudes, les tres primeres estrenades el 1917 (com Crésus, amb Maurice de Féraudy) ; el quart és La Folle Nuit de Théodore (1920, amb Jane Marken).
Adolphe Candé va morir el 1931, als 73 anys. Fou sebollit al Cementiri del Père-Lachaise (66a divisió), al costat de l'escriptor Charles Monselet (1825-1888).

## Teatre (selecció)
(peces interpretades a París)
- 1881 : Phryné d'Henri Meilhac : Praxitèle (Théâtre du Gymnase)
- 1889 : Révoltée de Jules Lemaître : Pierre Rousseau (Théâtre de l'Odéon)
- 1889 : Le Marchand de Venise de William Shakespeare, adaptació d'Edmond Haraucourt, música d'escena de Gabriel Fauré : Antonio (Théâtre de l'Odéon)
- 1890 : Le Député Leveau de Jules Lemaître : rôle-titre (Théâtre du Vaudeville)
- 1891 : Liliane de Félicien Champsaur i Léopold Lacour : Henri Rozal (Théâtre du Vaudeville)
- 1892 : Le Prince d'Aurec d'Henri Lavedan : le baron de Horn (Théâtre du Vaudeville)
- 1893 : Madame Sans Gêne de Victorien Sardou i Émile Moreau : François Joseph Lefebvre (Théâtre du Vaudeville)
- 1897-1898 : Le Passé de Georges de Porto-Riche : François Prieur (Théâtre de l'Odéon)
- 1904 : La Montansier de Gaston Arman de Caillavet, Robert de Flers i Henri-Gabriel Ibels : Neuville (Théâtre de la Gaîté)
- 1905 : L'Instinct d'Henry Kistemaeckers fill : Jean Bernou (Maison de la Poésie)
- 1905 : Les Ventres dorés d'Émile Fabre : Vernières (Théâtre de l'Odéon)
- 1906 : La Tourmente de Maurice Landay i Jean Valdier : Fargey (Théâtre de l'Ambigu-Comique)
- 1906 : La Vieillesse de Don Juan de Pierre Barbier i Mounet-Sully : Don José (Théâtre de l'Odéon)

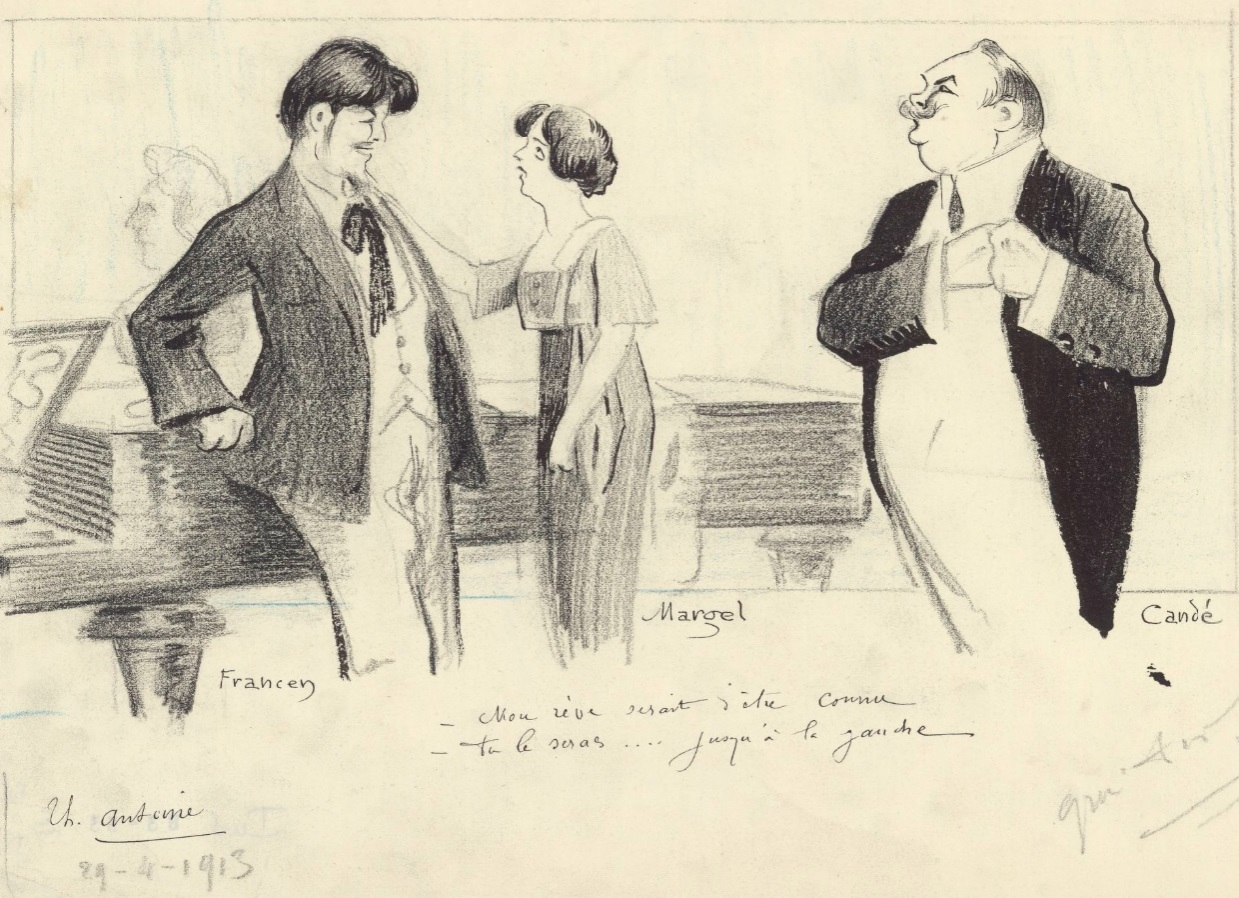
Entraîneuse (1913), amb Victor Francen, Juliette Margel i Adolphe Candé (de g. à d.)

- 1911 : La Gamine de Pierre Veber i Henry de Gorsse : Maurice Delanoy (Théâtre de la Renaissance)
- 1911 : L'Amour en cage d'André de Lorde, Jean Marsèle i Franz Funck-Brentano : le maréchal de Saxe (Théâtre de l'Athénée)
- 1912 : Le Coquelicot de Jean-Joseph Renaud : Francis Blakenay (Théâtre de l'Ambigu-Comique)
- 1912 : L'Homme qui assassina, adaptació par Pierre Frondaie del conte epònim de Claude Farrère, posada en escena de Firmin Gémier : Mehmed Pacha (paper interpretat al cinema el 1913) (Théâtre Antoine)
- 1913 : Le Chevalier au masque de Paul Armont i Jean Manoussi : le marquis de Clamorgan (Théâtre Antoine)
- 1913 : Entraîneuse de Charles Esquier : Le Goulet (Théâtre Antoine)
- 1918 : Deburau de Sacha Guitry, música d'escena d'André Messager : M. Bertrand, directeur du Théâtre des Funambules (Théâtre du Vaudeville)
- 1920 : La Danseuse éperdue de René Fauchois : le prince Mormelodoüch (Théâtre des Mathurins)
- 1921 : Comédienne de Jacques Bousquet i Paul Armont : Cotteret (Théâtre des Nouveautés)
- 1922 : Le Reflet de Pierre Frondaie : La Fourcade (Théâtre Femina)
- 1922 : L'Insoumise de Pierre Frondaie : Hadj Ismaël (Théâtre Antoine)

## Filmografia completa

### Actor

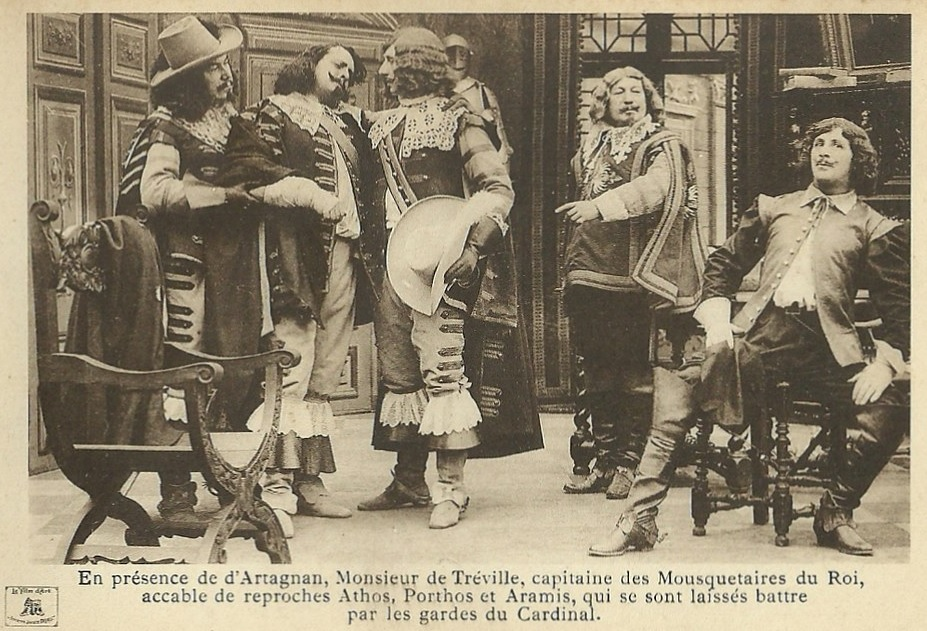
Les Trois Mousquetaires (1912), amb Marcel Vibert, Adolphe Candé, Stellio, Vaslin et Émile Dehelly (de g. à d.)

- 1911 : L'Envieuse (o Le Vol) d'Albert Capellani : le mari
- 1911 : La Grande Marnière d'Henri Pouctal
- 1912 : Les Trois Mousquetaires d'André Calmettes i Henri Pouctal : Porthos
- 1912 : La Comtesse Sarah d'Henri Pouctal
- 1912 : Le Maître de forges (o Gerval, le maître de forges) d'Henri Pouctal
- 1913 : L'Homme qui assassina d'Henri Andréani : Mehmed Pacha
- 1913 : Serge Panine d'Henri Pouctal
- 1919 : La Gloire douloureuse de Maurice Landais : Boracci
- 1921 : Le Mont maudit de Paul Garbagni : Archibald Benton
- 1921 : Une fleur dans les ronces de Camille de Morlhon : Richard Osmond
- 1921 : L'Affaire du train 24 de Gaston Leprieur : André Muzillac
- 1923 : Le Gamin de Paris de Louis Feuillade : le général
- 1923 : L'Insigne mystérieux d'Henri Desfontaines : le général Herbaut
- 1923 : L'Espionne d'Henri Desfontaines : le baron van der Kraft
- 1925 : Veille d'armes de Jacques de Baroncelli : le commandant Morbraz
- 1926 : Le Juif errant de Luitz-Morat : Dr Baleinier
- 1927 : La Sirène des tropiques d'Henri Étiévant i Mario Nalpas : le directeur
- 1928 : Vivre de Robert Boudrioz : l'intendant
- 1930 : Au Bonheur des Dames de Julien Duvivier : le baron Hartmann

### Director de cinema
- 1917 : Crésus
- 1917 : Le Devoir d'abord
- 1917 : Le Mort invisible
- 1920 : La Folle Nuit de Théodore